# Aphodius conspurcatus
Aphodius conspurcatus es una especie de coleóptero de la familia Scarabaeidae.

## Distribución geográfica
Habita en Europa.